# Боуэн (лунный кратер)
Кратер Боуэн (лат. Bowen) — маленький ударный кратер находящийся на юге от Гемских гор на видимой стороне Луны. Название дано в честь американского астронома Айры Спрейга Боуэна (1898—1973) и утверждено Международным астрономическим союзом в 1973 г. 

## Описание кратера
Кратер располагается на северо-восточной окраине Озера Печали. Ближайшими его соседями являются кратер Янгель на западе-юго-западе; кратер Сульпиций Галл на северо-востоке; кратер Менелай на востоке и кратер Манилий на юге. Селенографические координаты центра кратера 17°38′ с. ш. 9°06′ в. д. / 17,63° с. ш. 9,1° в. д., диаметр 8,1 км, глубина 1,1 км.
В отличие от кратеров сходного размера, имеющих как правило чашеобразную форму, кратер имеет плоское дно чаши. Высота вала над окружающей местностью составляет 300 м. Объем кратера составляет приблизительно 20 км³.
До своего переименования в 1973 г. кратер назывался сателлитным кратером Манилий A.

## Сателлитные кратеры
Отсутствуют.